# Faculté de médecine vétérinaire de l'université de Liège
La Faculté de médecine vétérinaire, parfois historiquement dénommée Cureghem, est une faculté de l'université de Liège, établie à Liège en Belgique, fondée en 1832 en tant qu'École royale de Médecine vétérinaire de Cureghem à Bruxelles. Il s'agit de la plus ancienne faculté vétérinaire en Belgique et la seule à dispenser un enseignement complet du métier de vétérinaire en Communauté française de Belgique.

## Histoire

### Cureghem
En 1832, peu après l'indépendance de la Belgique, le roi Léopold Ier ordonne la création d'une commission pour l'enseignement et la délivrance de diplômes officiels en médecine vétérinaire. L'École vétérinaire et d'économie rurale est alors fondée au centre-ville de Bruxelles, où siège la commission, à l'emplacement de l'actuel Palais des beaux-arts de Bruxelles. Elle est transférée à Cureghem, dans le quartier d'Anderlecht, Bruxelles, en 1836 et change alors de nom pour devenir l'École Royale de Médecine vétérinaire de Cureghem, seule école vétérinaire dans le pays pendant un siècle. L'enseignement s'y fait en français.

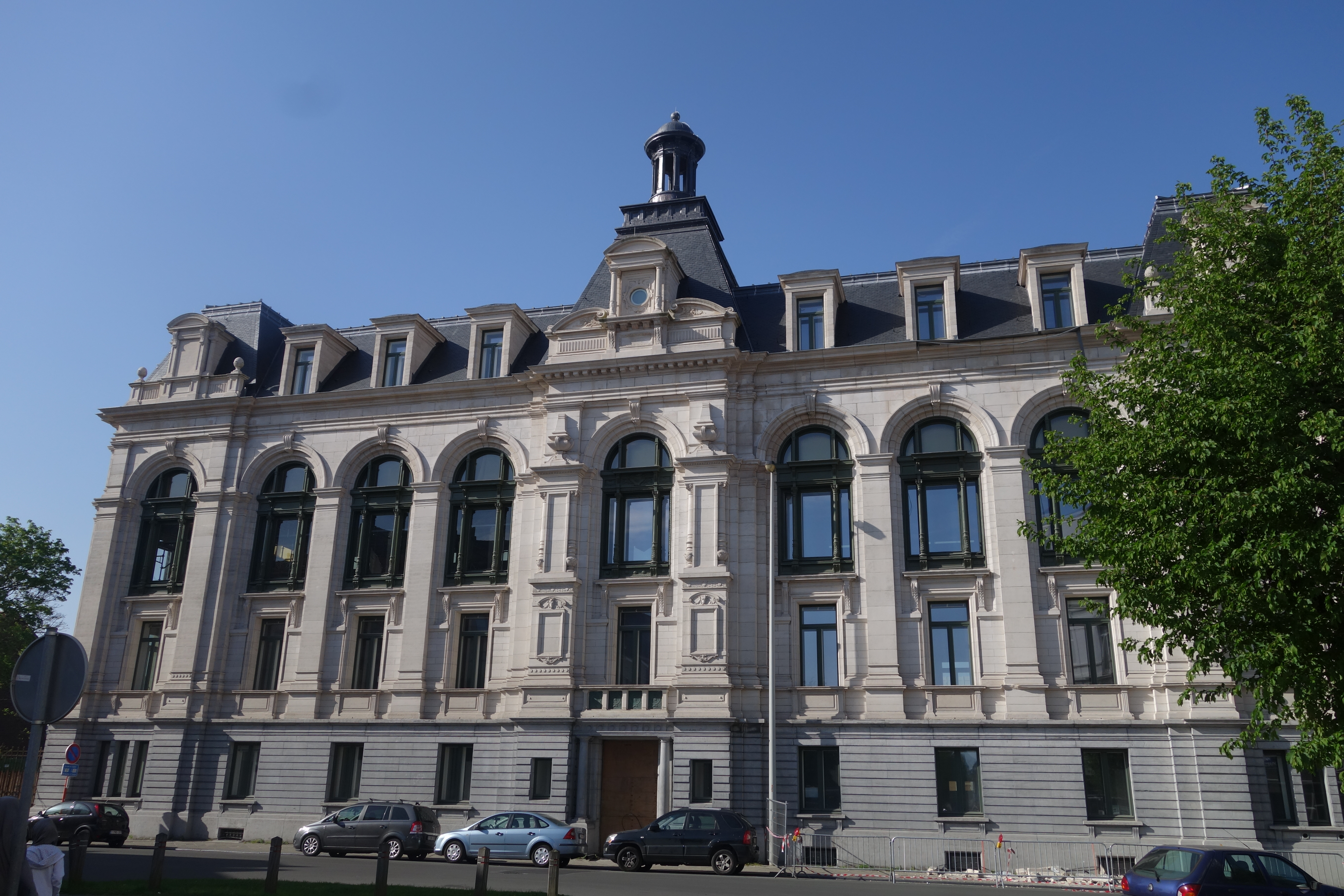
Bâtiment central de l'école de Cureghem, à Bruxelles.

À cause de sa localisation proche de la Senne, l'école doit faire face aux nombreux débordements de celle-ci. L'école déménage en 1892 sur un site spécialement construit, toujours à Anderlecht, composé de 19 bâtiments de néo-renaissance flamande. Ces nouveaux bâtiments sont reliés entre eux par des caves pourvues de cheminées de décompression, évitant l'inondation des locaux. Les bâtiments sont en outre largement couverts de paratonnerres, la version moderne de ces-derniers ayant été inventée par Louis Melsens, professeur à l'école royale de Cureghem.
En 1965 (loi du 9 avril), l'école de vétérinaires de Cureghem, ainsi que son équivalent néerlandophone plus récemment établi à Gand, sont considérées comme des facultés universitaires autonomes. Cureghem se renomme alors en Faculté de médecine vétérinaire. Ensuite, en 1968, il est décidé d'intégrer les écoles vétérinaires au sein des universités. L'école rejoint alors administrativement l'université de Liège, en 1969, seule université publique francophone à l'époque. Toutes les universités présentes à Bruxelles (notablement les universités libre de Bruxelles, Saint-Louis et de Louvain) sont des institutions libres (privées).
La faculté fête ses 150 ans en 1986.

### Liège
Dès l'intégration de l'école de Cureghem à l'université de Liège en 1969, il est prévu de transférer l'entité vers la ville de Liège. La conception du campus vétérinaire débute en 1973, et sa construction démarre le 23 septembre 1980.

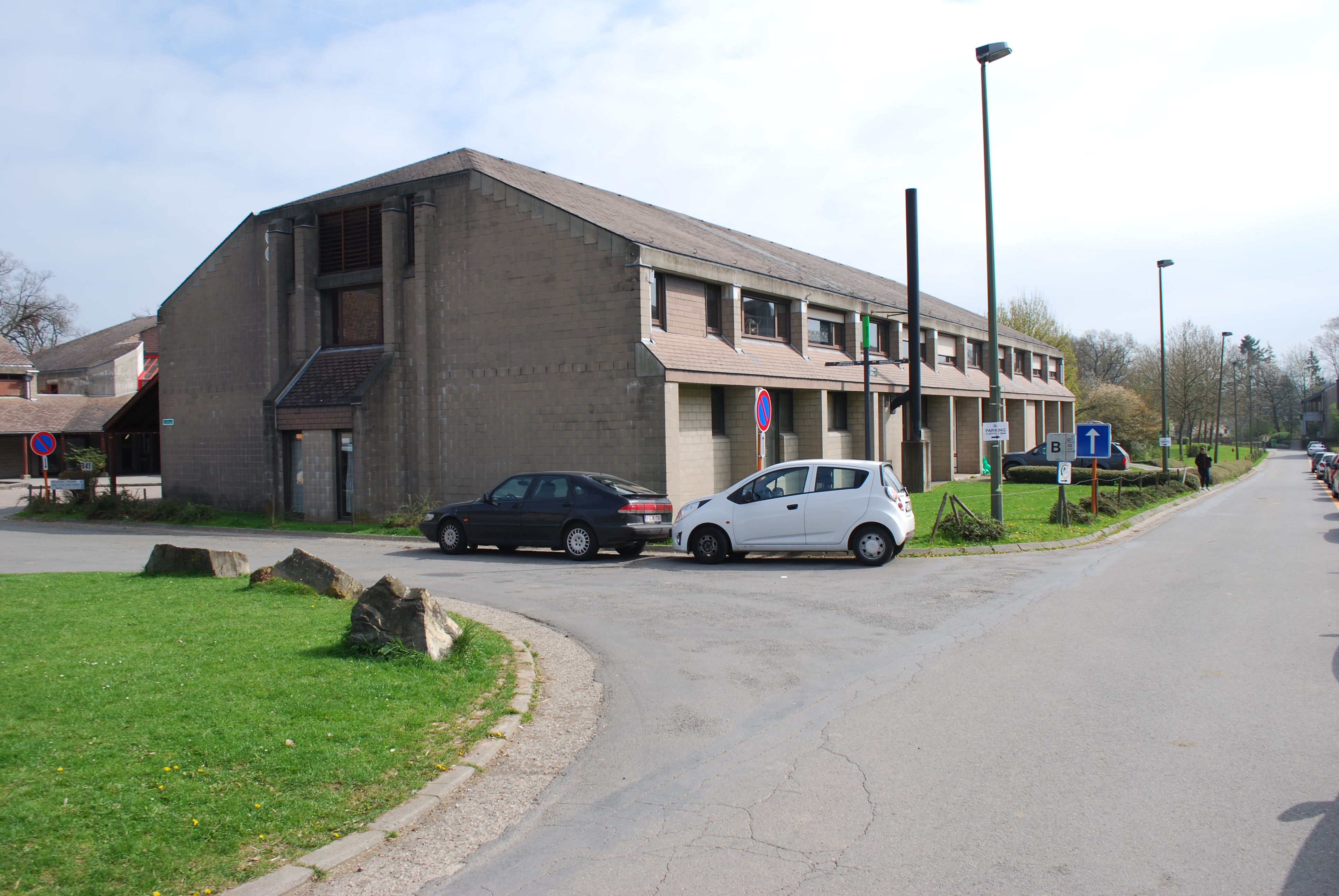
La faculté de médecine vétérinaire au Sart Tilman

En 1991, la faculté de l'université de Liège, toujours établie à Cureghem, déménage vers Liège pour rejoindre six autres facultés sur le nouveau campus du Sart Tilman. Ce déménagement s'achève en 1993, date à laquelle la construction du dernier bâtiment, l'extension sud, est également entamée.
Une nouvelle partie du campus est habilitée pour accueillir l'école vétérinaire, le quartier Cureghem, au sud de la colline du Sart Tilman, près du Centre hospitalier universitaire et du centre sportif. Le projet est dirigé par le Centre de recherches en architecture et urbanisme (CRAU) de l'université de Liège. Le site de la faculté de médecine vétérinaire fait 35 000 m2.
En 2019, un nouvel hôpital pour animaux de compagnie, de 5 600 m2, est inauguré par le ministre de l'enseignement supérieur Jean-Claude Marcourt.

## Description
La faculté de médecine vétérinaire de Liège est l'une des deux seules écoles vétérinaires de Belgique (avec l'université de Gand, historiquement les deux universités d'État) autorisées à délivrer un cursus complet de médecine vétérinaire incluant les masters, masters de spécialisation, doctorats et la recherche. En effet, les autres universités habilitées doivent se limiter au bachelier. Il s'agit également de la seule faculté vétérinaire publique en Fédération Wallonie-Bruxelles.
La faculté accueille 1 600 étudiants et dispense 14 formations de bachelier, master, master de spécialisation, de certificat d'université et de certificat d'aptitude pédagogique pour l'enseignement supérieur, ainsi que des doctorats, en français et en anglais. Elle organise également des summer schools en sciences vétérinaires. Elle est membre de l'Association Européenne des Établissements d’Enseignement Vétérinaires (EAEVE), organe de la Commission européenne accréditant les écoles de vétérinaires au sein de l'Union européenne. Elle est de surcroît composée de 7 département de recherche, de l'unité de recherche facultaire FARAH (Fundamental and Applied Research for Animals & Health) et de trois unités interfacultaires en sciences et sciences médicales.
En outre, la Clinique vétérinaire universitaire de l'université de Liège est la seule en Belgique francophone. Elle fut à l'origine ouverte sur le site de Cureghem où, dès 1910, elle offrait des soins animaliers gratuits. Aujourd'hui à Liège, elle est composée de trois cliniques distinctes ; équidés, ruminants-porcs et animaux de compagnie. Ce dernier département, qui lui seul prend en charge 12 000 animaux par an et 1 400 interventions chirurgicales, s'est installé dans un nouveau bâtiment qui lui est entièrement destiné, en 2019. La clinique universitaire a la particularité de prendre en charge tous types d'espèces, grands et petits animaux, locaux et exotiques. Elle possède également le seul IRM pour chevaux de Wallonie, ainsi qu'un autre spécialement destiné aux petits animaux, et trois services d'urgences (équidés, animaux de compagnie et ruminants-porcs) ouverts en permanence, tous les jours de la semaine et toute la nuit.

### Organisation

#### Départements
- Département clinique des animaux de compagnie et des équidés (DCA)
- Département clinique des animaux de production (DCP)
- Département des maladies infectieuses et parasitaires (DMI)
- Département de morphologie et pathologie (DMP)
- Département de gestion vétérinaire des Ressources Animales (DRA)
- Département des sciences des denrées alimentaires (DDA)
- Département des sciences fonctionnelles (DSF)
- Institut vétérinaire tropical (IVT)
  - Centre agronomique et vétérinaire tropical de Kinshasa (CAVTK)

#### Unités de recherche
- Fundamental and Applied Research for Animals & Health (FARAH)
  - Secteur Santé publique vétérinaire
  - Secteur Productions animales durables
  - Secteur Médecine vétérinaire comparée
- Institut de recherche interdisciplinaire en sciences biomédicales (GIGA)
- Teaching and Research Centre (TERRA)
- Motion Analysis Research Unit (MARU)

#### Clinique vétérinaire universitaire
- Clinique des animaux de compagnie
- Clinique équine
- Clinique des ruminants-porcs

### Études
La faculté offre des formations générales en médecine vétérinaire, en gestion des risques sanitaires, en médecine et risques sanitaires dans les pays du sud, en dentisterie équine, en contrôle de la chaîne alimentaire, sécurité des aliments, orthopédie équine, revalidation des équidés et en apiculture. Elle organise également les formations nécessaires pour obtenir et décerne les titres légaux de Maître d'expérience, Technicien animalier et Ouvrier animalier, accrédités par la Felasa (Federation of European Laboratory Animal Science Associations), obligatoires pour l'expérimentation à l'aide d'animaux de laboratoires.
Afin de limiter l'afflux d'étudiants étrangers et principalement français, le nombre d’étudiants non-résidents en Belgique est chaque année plafonné à 20 % des étudiants résidents en Belgique inscrits l'année précédente et un concours a lieu en fin de première année de bachelier.

## Certification et classements
La qualité de l'enseignement de cette faculté a été évaluée par l'Association européenne des établissements d'enseignement vétérinaire (AEEEV), qui lui a donné le statut « approuvé ».
La médecine vétérinaire est le domaine dans lequel l'université de Liège est la mieux cotée au sein de classements académiques internationaux.
En 2017, la faculté était classée 21e meilleure école vétérinaire au classement académique des universités mondiales par l'université Jiao Tong de Shanghai (ARWU), qui se fonde sur la recherche et les publications dans certaines revues scientifiques spécialisées, puis 38e en 2018.
Elle figure à la 45e place du classement mondial des universités QS en 2017 et 2018,.